# Пратовале (Арецо)
Пратовале је насеље у Италији у округу Арецо, региону Тоскана.
Према процени из 2011. у насељу је живело 27 становника. Насеље се налази на надморској висини од 566 м.

## Галерија
- Agna di Pratovalle
- Chiacchere alla fonte, Pratovalle Архивирано на веб-сајту  (3. новембар 2023) (1950), Valentino Ghiglia
- Agna di Pratovalle